# Cai Shen

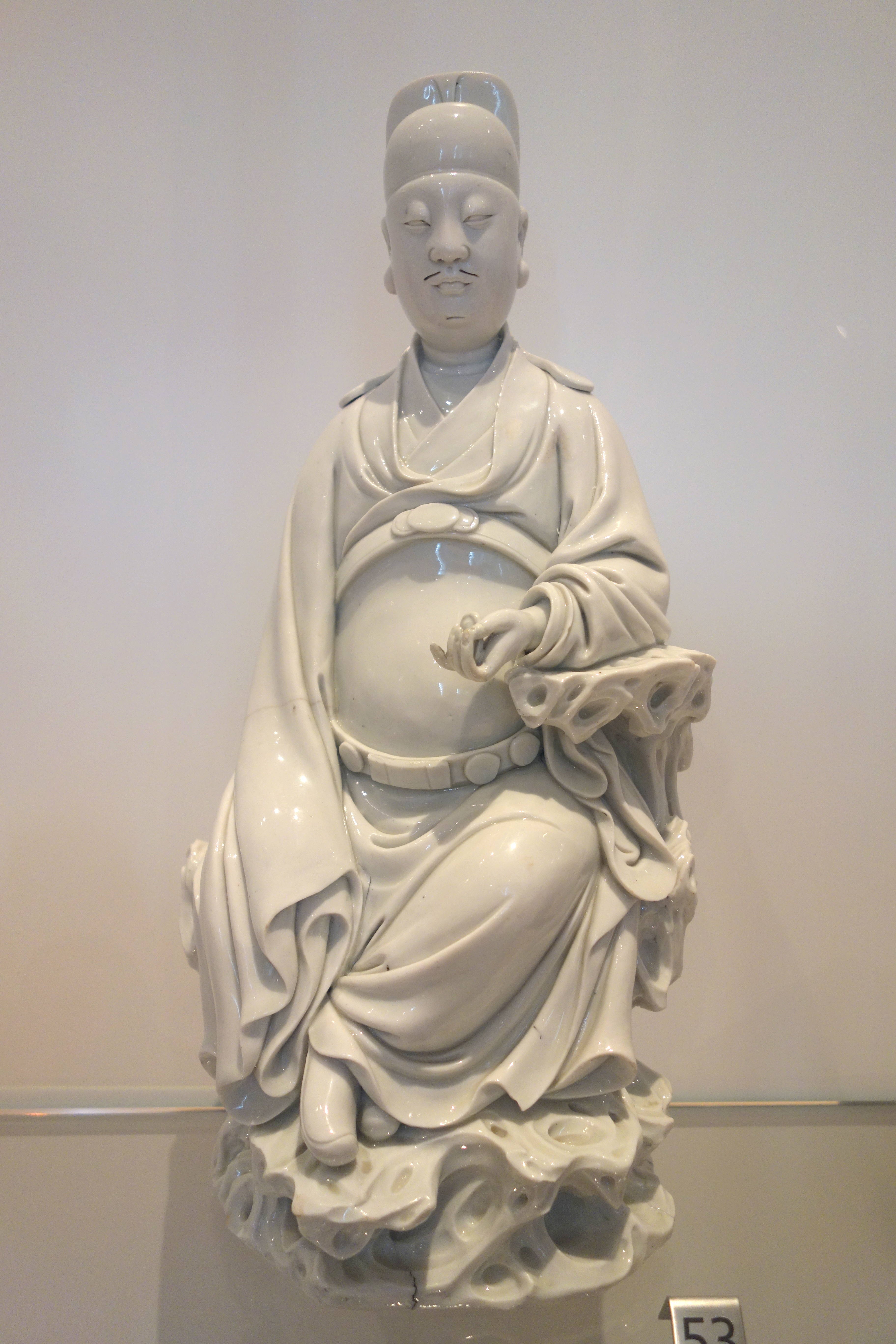
Statua di Caishen in porcellana dehua, c. 1600-1644

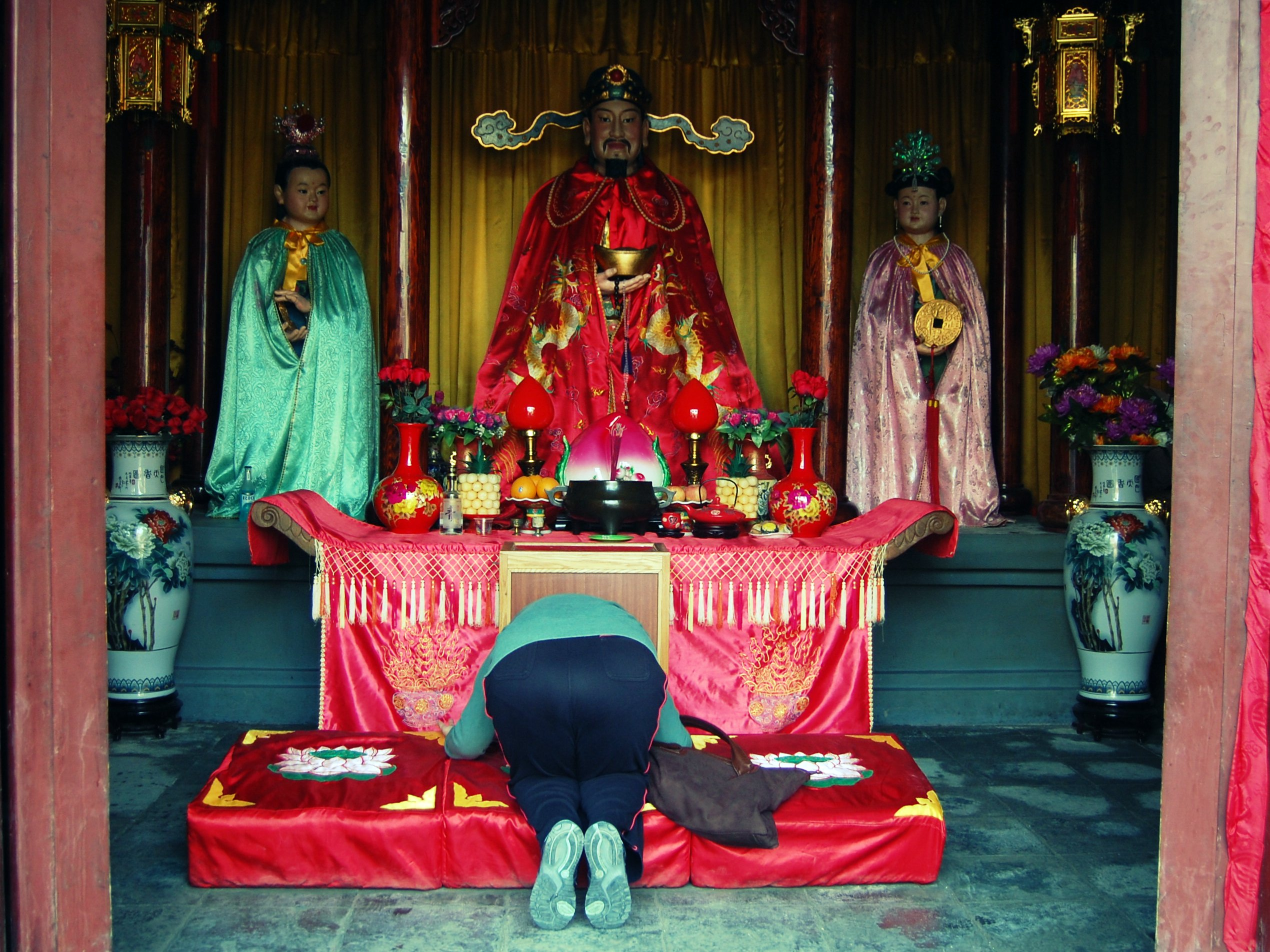
Donna prega Caishen in un tempio a Tianjin.

Caishen (cinese tradizionale: 財神; cinese semplificato: 财神; letteralmente: "Dio della Ricchezza") è il dio cinese della prosperità, adorato nella religione tradizionale cinese e nel taoismo. È la deificazione di vari personaggi storici, tra cui Zhao Gongming e Bigan.
Un grande tempio di Caishen è stato costruito negli anni 2000 a Zhouzhi, Xi'an, Shaanxi.
Il nome di Caishen viene spesso invocato durante le celebrazioni del capodanno cinese.
È spesso raffigurato mentre cavalca una tigre nera e porta un lingotto d'oro.
Può anche essere rappresentato con uno strumento di ferro capace di trasformare la pietra e il ferro in oro.

## Personaggio storico
Circolano varie versioni riguardo all'affiliazione politica del personaggio storico deificato come Caishen e riguardo alla modalità della sua deificazione. La maggioranza dei resoconti concorda sul fatto che visse all'inizio della dinastia Qin. Molto probabilmente, rappresenta la fusione di personaggi e storie eterogenee. La storia di Bigan pare essere la più antica.
Si ritiene che Bigan abbia avuto una moglie di cognome Chen (陈) (Chan in cantonese e Chin in hakka). Suo figlio fu Quan (泉). Dopo che Bigan fu condannato a morte da suo nipote, re Zhou degli Shang, la moglie e il figlio di Bigan fuggirono nella foresta. La sua morte segnò l'eventuale crollo della dinastia Shang. Successivamente, Quan fu onorato come antenato di tutti i Lin dal re Wu degli Zhou.

## Nel buddismo
Sebbene Caishen sia un eroe popolare cinese, in seguito divinizzato e venerato da seguaci e ammiratori locali, anche il Taoismo e il Buddismo della Terra Pura lo venerarono come un dio. È anche entrato nel pantheon del buddismo tibetano dove è venerato come Jambhala.